# Елизавета Йоркская
Елизаве́та Йо́ркская (англ. Elizabeth of York; 11 февраля 1466, Вестминстерский дворец, Лондон — 11 февраля 1503, Тауэр) — английская принцесса из дома Йорков, старшая дочь короля Англии Эдуарда IV и Елизаветы Вудвилл. В замужестве — королева Англии как супруга первого короля из династии Тюдоров Генриха VII; мать короля Англии Генриха VIII и королев Шотландии и Франции Маргариты и Марии Тюдор.
Елизавета была единственной женщиной, ставшей дочерью, сестрой, племянницей, супругой и матерью английских королей. Через своего сына, короля Генриха VIII, Елизавета была бабкой короля Эдуарда VI и королев Марии I и Елизаветы I, а благодаря своей дочери Маргарите, она также является прабабкой Марии Стюарт. Таким образом, Елизавета Йоркская является предком всех английских монархов, начиная с Генриха VIII, и всех шотландских монархов, начиная с Якова V.

## Дочь короля

### Происхождение и ранние годы
Елизавета родилась 11 февраля 1466 года в Вестминстерском дворце и была старшим ребёнком из десяти детей короля Англии Эдуарда IV и Елизаветы Вудвилл; также у принцессы было двое единоутробных братьев от брака матери с Джоном Греем из Гроуби — Томас и Ричард. По отцу девочка была внучкой Ричарда Плантагенета, 3-го герцога Йоркского, заявившего о правах дома Йорка на корону Англии, и Сесилии Невилл; по матери — Ричарда Вудвилла, 1-го графа Риверса, и Жакетты Люксембургской. Елизавета стала первой принцессой, родившейся в Англии в этом столетии. Девочка была крещена в феврале 1466 года в капелле Святого Стефана Вестминстерского дворца с пышной церемонией, как если бы Елизавета была принцем; церемонию возглавлял архиепископ Йоркский Джордж Невилл, восприемниками при крещении стали её бабки Сесилия Невилл и Жакетта Люксембургская, а также ближайший сторонник Эдуарда IV Ричард Невилл, 16-й граф Уорик. По традиции ни король, ни его супруга не должны были присутствовать на крестинах младенца, однако Эдуард IV сделал для дочери исключение, вероятно для того, чтобы избавиться от разговоров о том, что его брак с Елизаветой незаконен и, следовательно, новорождённая принцесса является бастардом. За рождение принцессы Эдуард IV подарил супруге украшения стоимостью 125 фунтов; пышной была и церковная церемония очищения после родов Елизаветы Вудвилл, состоявшаяся в конце марта того года.
В 1467 году король пожаловал в пожизненное пользование жене дворец Шин в Суррее, где была организована королевская детская. Здесь Елизавета вместе с сестрой Марией, родившейся 11 августа 1467 года, под руководством гувернантки Маргарет, леди Бернерс, получавшей за свои услуги жалование в размере 100 фунтов в год, провела свои младенческие годы и часть детства; кроме гувернантки принцессам был выделен обширный штат прислуги и 400 фунтов в год на их нужды. В 1467 году маленькой Елизавете в пожизненное пользование был передан особняк в Грит-Линфорд в Бакингемшире, до 1461 года принадлежавший Джеймсу Батлеру, графу Уилтшира; причины такого поступка короля неясны, однако возможно это было некой компенсацией того, что маленькая принцесса не имела титула. С доходов этого поместья оплачивалась часть расходов на нянек принцессы. Елизавета росла при «самом блистательном из христианских дворов» и с детства привыкла путешествовать, поскольку королевская чета вместе с детьми и обширным двором разъезжала между сотней королевских резиденций, располагавшихся в большинстве своём в долине Темзы.

### Распорядок дня

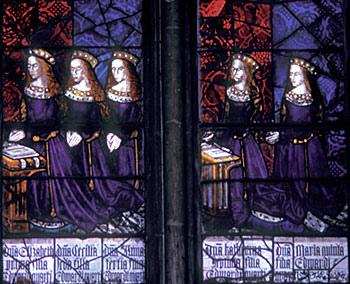
Дочери короля Эдуарда IV. Витраж Кентерберрийского собора, XVI век.
Слева направо: Елизавета, Сесилия, Анна, Екатерина и Мария

Ежедневный распорядок дня, которому следовали Елизавета и Мария, вероятно был похож на тот, который позднее был установлен королём для их брата Эдуарда, когда тому исполнилось три года; также он мог основываться на обычаях, описанных в бытовых книгах их дяди по отцу Джорджа, герцога Кларенса. Детей будили приблизительно в шесть часов утра, чтобы они могли «встать в удобный час в соответствии с [их] возрастом», чтобы присутствовать на утренней молитве в их спальне. Затем колокол сообщал им, что пора идти на мессу, которую служил домашний капеллан в местной часовне. Регулярное соблюдение литургических служб рассматривалось как необходимость для детей короля, благодаря чему Елизавета выросла весьма благочестивой женщиной. Сразу же после мессы принцессы завтракали; вероятными составляющими завтрака были хлеб, масло, эль, рыба, мясо или яйца. Обед принцессам подавали в десять или одиннадцать часов утра; сама трапеза представляла собой «благородную службу» из блюд, «принесённых почитаемыми людьми» и сквайрами в ливреях, и мог продолжаться до двух часов. Во время приёма пищи сёстрам читали назидательные и благородные рассказы. После обеда принцессы принимали ванну и, возможно, получали дневной сон. Позднее девочкам приносили напитки и хлеб, после чего колокол призывал всех к вечерне. Ужин подавался в четыре часа вечера. Остаток вечера принцессы проводили в развлечениях, таких как игры и музыка; спать дочери короля ложились примерно в восемь часов вечера, предварительно получив закуску в виде хлеба, эля или вина и других продуктов. Примечателен тот факт, что в счетах двора принцесс этого периода почти не упоминаются игрушки.
Безопасности принцесс уделялось особое внимание. После того, как в восемь часов вечера запирались двери покоев Елизаветы и Марии, никто, кроме личных слуг принцесс, не мог войти к ним. На ночь в спальне девочек оставляли горящую свечу или факел; наружные ворота запирались в девять часов вечера в зимнее время и в десять в летнее. Стражники обходили территорию замка три-четыре раза за ночь, проверяя каждую комнату. Позднее к принцу Эдуарду был приставлен специальный человек, который ночевал в его покоях и следил за безопасностью и здоровьем мальчика в ночное время; вероятно, у принцесс также был такой человек.

### Образование и воспитание
Религиозное обучение королевских отпрысков начиналось в очень раннем возрасте, и к четырём годам дети должны были знать псалтырь. Праздничные дни, в частности Сретение Господне, Пасха, день памяти Святого Георгия, Троица, день Всех Святых и Рождество Христово, а также дни святых, были отмечены особыми службами в часовне, проповедями и развлечениями; Елизавета и Мария совершали подношения во время мессы в эти дни. В Великий четверг девочки раздавали подарки беднякам; в Страстную пятницу их учили подползать к кресту на коленях. Во время Великого и Рождественского постов девочки должны были поститься или воздерживаться от мяса. На Новый год принцессы получали подарки, а на двенадцатую ночь им разрешалось присоединиться к празднованиям и пиру. В июне 1470 года принцесса Елизавета вместе с родителями посетила церковные празднования Пятидесятницы в аббатстве Святого Августина в Кентерберри, после чего с матерью вернулась в Лондон. В аббатстве Елизавета увидела священные останки Томаса Бекета; история жизни и чудеса святого произвели на маленькую принцессу неизгладимое впечатление: существуют доказательства того, что Елизавета сохранила преданность Святому Томасу Бекету до конца своей жизни.
По мере взросления Елизавета стала терять черты, роднившие её характер с отцовским, в частности лёгкость в общении и очарование. Кроме того, перешагнув пору юности, Эдуард IV располнел и стал заводить любовниц, самой известной из которых была Джейн Шор; Елизавета, несомненно, знала о связи отца с Шор и о том, что королева Елизавета ненавидит Джейн. Несомненная добродетель принцессы Елизаветы, вероятно, маскировала чувственный характер, подобный отцовскому, поскольку ей явно нравились более прекрасные вещи в жизни, однако сама она предпочитала это скрывать. «Слепой поэт» и монах Бернар Андре, позднее служивший при дворе Генриха VII, так писал о Елизавете: «нельзя смолчать и перечесть похвальные поступки Елизаветы, пока она была ещё девочкой. Она с раннего детства проявила восхитительный страх и преданность Богу, поистине чудесное повиновение родителям, безграничную любовь к братьям и сёстрам, а к бедным и служителям Христовым — благоговейную и особенную привязанность, внушаемую ей с детства».
Иногда маленьких принцесс вызывали ко двору, где они присутствовали на фестивалях и во время государственных визитов. При дворе Елизавета и Мария присоединялись к свите своей матери, изучая по её примеру и примеру её дам манеры, музыку, пение, танцы, вышивку и всё то, что считалось необходимым для подготовки их к роли будущих жён королей, матерей и «украшений двора». Девочки одевались в миниатюрные версии роскошных нарядов, который носили благородные дамы, а также учились, когда становились старше, управляться с тяжёлыми тканями, длинными шлейфами и сложными головными уборами. Хорошим манерам принцесс обучали с раннего возраста. Молодых принцесс воспитывали в глубочайшем почтении к их родителям, с которыми они виделись не часто; каждый вечер, когда они были вместе, девочки становились на колени перед своим отцом и матерью и жаждали их благословения, которое было дано «во имя Отца, Сына и Святого Духа».
Начальным образованием Елизаветы занималась её гувернантка леди Бернерс. После заключения помолвки между Елизаветой и французским дофином принцесса стала изучать французский и испанский языки. Более поздние сообщения придворных говорят о том, что Елизавета в совершенстве владела английским, а также французским языком, была весьма образованным ребёнком и легко поддавалась обучению. Знание языков позволило принцессе наслаждаться популярными историческими романами того времени, а также изучать книги, рассказывающие об истории других стран. Она также изучала латынь, чтобы легко обращаться с часословом, но в совершенстве этим языком не овладела. Елизавета, как и её родственники по материнской линии, в равной степени хорошо умела читать и писать, хотя в то время у высшей знати королевства в приоритете было только чтение, и часто представители знати умели писать только своё имя.

### Кризис 1469—1471 годов
В марте 1469 года королева Елизавета родила ещё одну дочь — Сесилию, что вызвало серьёзное беспокойство короля и заставило его думать, что после него страной будет править его старшая дочь Елизавета. Годом ранее при дворе поползли слухи об обострении вражды между сторонником короля графом Уориком и королевой, многочисленные родственники которой подвинули графа при дворе. В том же 1468 году между Эдуардом IV и Уориком произошёл раскол из-за брака сестры короля Маргариты: Уорик, не сумевший женить короля на французской принцессе, желал заключить союз с Францией посредством брака Маргариты с французским принцем, однако Эдуард IV, по совету Вудвиллов, выдал сестру за врага Франции — бургундского герцога Карла, которого Уорик ненавидел и презирал. В 1469 году вражда между Уориком и королевской четой привела к союзу графа с младшим братом короля Джорджем Кларенсом, которого принцесса Елизавета фактически сместила с позиции престолонаследника.
Ранее, ещё в то время, когда король был близок с Уориком, граф желал заключить браки своих дочерей Изабеллы и Анны, которые были богатейшими наследницами в Англии, с братьями короля, однако Эдуард IV отказал ему, опасаясь возвышения Невиллов. В июле 1469 года Кларенс открыто выказал неповиновение брату, женившись в Кале на старшей дочери Уорика; затем оба они высадились с войсками в Англии и объявили о притязаниях Джорджа на английский трон, объявив Эдуарда IV бастардом, рождённым Сесилией Невилл от связи с английским лучником Блэйбёрном. В это время королева вместе с как минимум двумя дочерьми, одной из которых была Елизавета, посещала Норидж, где их приняли с пышными торжествами и театрализованными представлениями. Королеву и принцесс поселили в доме монахов-проповедников; здесь королевское семейство получило новости о том, что Уорик не только выиграл битву при Эджкот-Мур, но и захватил короля, а также казнил без суда отца и брата королевы Елизаветы — графа Риверса и Джона Вудвилла. Неизвестно, как смерть деда повлияла на принцессу Елизавету, которой на тот момент было только три года, однако вероятнее всего королева скрывала случившееся от детей. В это же время была арестована мать королевы Жакетта Люксембургская, обвинённая в колдовстве и привороте короля. Хотя бабушка принцессы была оправдана, этот неприятный эпизод, а также немотивированная казнь графа Риверса показали, как далеко готовы зайти враги Эдуарда IV ради уничтожения его жены и её семьи. Несмотря на всё это, сама королева и её дочери во время краткого возвышения Уорика не пострадали, за исключением того, что Елизавете Вудвилл был определён урезанный штат прислуги.
К осени 1469 года Эдуарду IV удалось получить свободу и уже в сентябре он с триумфом въехал в Лондон, где стал переманивать дворян обратно на свою сторону. Хотя Елизавете на тот момент не было и четырёх лет, король провозгласил её предполагаемой наследницей престола, хотя восшествие на английский престол женщины было нежелательным; шаг этот был призван унизить Кларенса. В это же время Эдуард IV предложил руку дочери своим сторонникам; вопрос брака принцессы-престолонаследницы имел первостепенную важность вплоть до того момента, пока королева не родит сына, и в других обстоятельствах Елизавете был бы подобран иностранный принц или такой же престолонаследник, однако королю Эдуарду было важно обрести поддержку на родине. Осенью 1469 года, чтобы сохранить лояльность могущественного союзника, Эдуард даровал брату Уорика Джону Невиллу титул маркиза Монтегю и предложил Елизавету в качестве невесты для его пятилетнего сына Джорджа; всё это было сделано в надежде на то, что если сам Эдуард IV будет убит, Джон Невилл сможет обеспечить коронацию Елизаветы и Джорджа прежде, чем Кларенс захватит трон. К Рождеству 1469 года Уорик и Кларенс были помилованы и вернулись в Вестминстер, однако Эдуард явно не доверял им. 5 января 1470 года состоялась формальная церемония обручения принцессы Елизаветы с Джорджем Невиллом, которому в тот же день был пожалован титул герцога Бедфорда. Однако маловероятно, чтобы король когда-либо намеревался довершить этот брак: это была отчаянная мера, порождённая отчаянной ситуацией, и в союз этих двух детей при дворе мало кто верил.
К весне 1470 года Эдуард IV полностью восстановил контроль над правительством и объявил Уорика и Кларенса предателями. Оба они бежали во Францию, где Уорик планировал выдать младшую дочь замуж за сына бывшей королевы Маргариты Анжуйской Эдуарда Вестминстерского. Однако Маргарита тянула с ответом, поскольку, по её словам, получила из Англии письмо, в котором в жёны её сыну предлагалась принцесса, и, таким образом, бывшая королева могла заключить для сына более выгодный союз. Хотя Елизавета на тот момент была обручена с Джорджем Невиллом, брак принцессы с Эдуардом Вестминстерским был единственным способом предотвратить союз последнего с Невиллами и прекратить вражду Ланкастеров с Йорками. Вероятно, Маргарита Анжуйская рассчитывала, что таким образом после смерти Эдуарда IV королём станет её сын, однако в это же время королева Елизавета ждала ещё одного ребёнка и, если бы родился мальчик, брак сына Маргариты с принцессой Елизаветой для неё потерял бы всякий смысл. Вероятнее всего, никакого предложения о браке с английской принцессой не было, и Маргарита просто блефовала. К июлю 1470 года под давлением Уорика и французского короля Маргарита Анжуйская согласилась на брак сына с Анной Невилл.
Елизавете было четыре года, когда её отец был вынужден покинуть своё королевство. В сентябре 1470 года, когда он готовился к вторжению объединённых сил Уорика и Маргариты Анжуйской, принцесса и её сестры вместе с матерью были перевезены в Лондонский Тауэр для обеспечения их безопасности. Предвидя будущий кризис, королева сделала Тауэр «хорошо приготовленным и укрепленным». Елизавета Вудвилл была на седьмом месяце беременности и для неё были подготовлены родильные покои, однако воспользоваться ими ей не удалось: когда Уорик вторгся в Англию, его брат Монтегю покинул Эдуарда, а в начале октября в Лондоне появились вести о том, что король вместе с братом Ричардом Глостером бежал из страны, имея лишь призрачную надежду на возвращение. Предательство Монтегю означало, что помолвка Елизаветы с Джорджем Невиллом разорвана. 6 октября Уорик и Кларенс въехали в Сити, а уже 30 октября король Генрих VI формально был возведён на престол.
Получив новости о падении мужа, королева Елизавета вместе с матерью и тремя дочерьми среди ночи спешно покинула Тауэр на барке и пребыла в Вестминстерское аббатство, где её знали как весьма благочестивую женщину. Она была на восьмом месяце беременности и, должно быть, «почти отчаянно нуждалась» в таком месте, как святилище Святого Петра. Когда королевское семейство прибыло в убежище, аббатство было почти пустым; под своё покровительство их принял аббат Вестминстера Томас Миллинг — добрый, гостеприимный человек, он не пожелал размещать королеву с детьми вместе с преступниками и уступил им свой дом у западного входа в аббатство, где имелись три комнаты и всё необходимое для удобства королевы. Также, помощь ей оказывали простые лондонцы: мясник Джон Гулд жертвовал семье короля Эдуарда IV половину коровы и двух овец в неделю, а торговец рыбой обеспечивал их провизией по пятницам и в дни постов.
Находясь в убежище, принцесса Елизавета, которая больше других сестёр внешне была похожа на мать, большую часть времени проводила с сёстрами и няньками, поскольку королева Елизавета была занята рождением и последующим уходом за принцем Эдуардом, появившимся на свет 2 ноября 1470 года. Во время крестин мальчика в аббатстве маленькой принцессе выпала честь надеть на брата крестильную сорочку, символизировавшую его очищение от греха. Елизавета с семьёй провела в убежище ещё пять месяцев. В апреле 1471 года король Эдуард IV, подстёгиваемый вестью о рождении сына, вернулся в Англию и первым делом, после того, как Эдуард побывал на благодарственном молебне в Вестминстерском аббатстве, он вывел свою семью из убежища. В ту же ночь королевская семья была перевезена в замок Бейнард, служивший резиденцией матери короля Сесилии Невилл. 11 апреля Йорки в сопровождении матери короля, брата королевы Энтони и архиепископа Кентерберрийского отправились в королевские покои Лондонского Тауэра, в то время как король отправился на север отвоёвывать королевство. 13 апреля в битве при Барнете был убит Уорик, 4 мая Эдуард IV окончательно разбил войска Ланкастеров в битве при Тьюксбери, в которой был убит наследник Ланкастеров Эдуард Вестминстерский и захвачена в плен Маргарита Анжуйская. Однако 12 мая, пока Эдуард ещё был на пути к Лондону, последние сторонники Ланкастеров организовали нападение на Тауэр, намереваясь вернуть на трон Генриха VI; с реки были обстреляны две башни, в одной из которых находилась Елизавета с семьёй. Как отмечает Элизабет Уэйр, пятилетняя принцесса на всю жизнь запомнила грохот пушек, атаковавших Тауэр. Нападение было отбито, однако это вынудило короля предать смерти своего предшественника, и 21 мая 1471 года король Генрих VI был задушен в своей темнице.

### Мадам дофина
Вернувшись на позицию дочери короля, маленькая Елизавета стала играть и политическую роль. Так, в 1471 году принцесса, «миледи старшая дочь короля», среди прочих получила письмо от вдовы Уорика Анны Бошан, просившей вернуть ей хотя бы часть земель, которые планировали разделить между собой мужья её дочерей Джордж Кларенс и Ричард Глостер. Анна не получила ответа, вероятно потому, что король Эдуард IV посчитал, что его дочери рано вмешиваться в политические игры.
В конце 1474 года Эдуард IV, готовившийся к вторжению во Францию, подписал завещание, по которому его старшие дочери Елизавета и Мария должны были получить приданое в размере десяти тысяч марок при условии, что принцессы в вопросе брака будут покорны матери и брату-королю. Однако всего два месяца спустя Эдуард IV заключил с Францией мирный договор, одним из условий которого был брак Елизаветы с дофином Карлом по достижении ею возраста брачного согласия. В 1478 году был решён вопрос с приданым Елизаветы и её отправкой во Францию. Елизавета стала усиленно изучать французский и испанские языки, готовясь переехать во Францию; также, при дворе маленькую принцессу стали называть «мадам дофиной». В 1480 году Эдуард IV отправил посланников к французскому королю Людовику XI, чтобы узнать как идёт подготовка к свадьбе, однако ответа не последовало. 23 октября 1482 года между Францией и Священной Римской империей был заключён мирный договор, по которому дофин должен был жениться на дочери эрцгерцога Максимилиана. Хотя брак между дочерью эрцгерцога и дофином заключён не был, повторный договор с Англией уже не рассматривался.
В 1476 году Елизавета присутствовала на церемонии перезахоронения останков её деда по отцу герцога Йоркского в Фотерингее. В 1477 году Елизавета, вместе с матерью и тёткой по отцовской линии, герцогиней Саффолк, была посвящена в Дамы ордена Подвязки. В 1478 году Елизавета присутствовала на свадьбе своего младшего брата Ричарда, герцога Йоркского.

### Брачные планы
Несмотря на то, что дом Ланкастеров был повержен, существовал по меньшей мере один ланкастерский претендент мужского пола на трон Англии с любой степенью легитимности — Генри Тюдор, который через свою мать Маргарет Бофорт был потомком Джона Гонта. Существует версия о том, что при жизни Эдуарда IV обсуждалась возможность брака Елизаветы с Генри Тюдором. В действительности, это могло быть уловкой короля, чтобы заполучить Тюдора, скрывавшегося в Бретани, в свои руки под предлогом брака с принцессой. Вероятно предложен этот вариант был сторонниками объединения двух домов — Йорков и Ланкастеров. В любом случае, этот брак был бы невозможен, поскольку на тот момент Елизавета уже была обручена с французским дофином.

## Сестра короля
9 апреля 1483 года неожиданно умирает отец Елизаветы и новым королём становится её младший брат Эдуард. Её дядя, Ричард, герцог Глостерский, был назначен регентом и лордом-протектором своих племянников. Вскоре после смерти брата, Глостер стал принимать меры, чтобы изолировать племянников от Вудвиллов и приказал арестовать Энтони Вудвилла и Ричарда Грея, дядю и единоутробного брата Елизаветы. Молодой король был перевезён в Лондонский Тауэр в ожидании коронации под защиту герцога Глостера. Елизавета вместе с матерью, вторым братом и сёстрами вынуждена была искать убежища. Глостер позже уговорил Елизавету Вудвилл отправить младшего сына, Ричарда, в башню к королю для компании.
Два месяца спустя, 22 июня 1483 года, брак Эдуарда IV с Елизаветой Вудвилл был признан незаконным, поскольку Эдуард на момент заключения брака с Елизаветой уже был связан обещанием с другой женщиной. Елизавета, в числе других детей покойного короля, объявлялась незаконнорождённой, а её братья лишались права на престол. 25 июня 1483 Ричард приказал казнить ранее арестованных брата и дядю Елизаветы в замке Понтефракт, Йоркшир. Глостер был объявлен королём 6 июля 1483 года. Вскоре перестали поступать какие-либо вести о братьях Елизаветы, а потом и вовсе поползли слухи, что они были убиты.

## Племянница короля

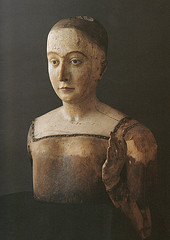
Посмертное объёмное изображение Елизаветы из дерева (без одежды). 1503 год, Вестминстерское аббатство.

Мать Елизаветы вступила в союз с леди Маргарет Бофорт и поддержала притязания её сына, Генриха Тюдора, прапраправнука короля Эдуарда III, ближайшего наследника Ланкастеров мужского пола, который имел право претендовать на престол с любой степенью законности. Для укрепления своих позиций и объединения двух конкурирующих домов, Елизавета Вудвилл и Маргарет Бофорт договорились, что Генрих Тюдор должен жениться на Елизавете Йоркской, которая после слухов о смерти своих братьев стала наследницей дома Йорков. Генрих Тюдор согласился с этим планом, а в декабре публично поклялся в Реннском соборе, Франция.
1 марта 1484 года Елизавета вместе с матерью и сёстрами покинула убежище после того, как Ричард III публично поклялся, что дочерям Вудвилл не будет причинён вред и им не будут досаждать; кроме того, Ричард пообещал, что они не будут заключены в Тауэр или любую другую тюрьму. Он также пообещал предоставить им приданое и выдать их замуж за «рождённых джентльменами». Семейство вернулось ко двору, смирившись внешне с тем, что у власти стоит Ричард. После смерти жены Ричарда III, Анны Невилл, в марте 1485 года, поползли слухи, что овдовевший и бездетный король намерен жениться на своей красивой и молодой племяннице Елизавете. Кроме того, пошли слухи, что Ричард отравил жену, чтобы жениться на Елизавете Йоркской. Ричард III отослал Елизавету от двора в Шериф Хаттон и выступил с опровержением; хотя, согласно Кроулендской хронике, на него оказывалось давление врагами Вудвиллов, которые опасались, что им придётся вернуть земли, отобранные у Вудвиллов. К тому же, согласно документам из португальского королевского архива, после смерти Анны, Ричардом были отправлены послы с поручением провести переговоры о двойной свадьбе между Ричардом и сестрой короля Жуана II, инфантой Жуаной и Елизаветой и кузеном Жуаны, Мануэлом.
7 августа 1485 года армия Генриха Тюдора высадилась в Уэльсе. 22 августа Генрих встретился с Ричардом III в битве при Босворте. Ричард, несмотря на довольно большую армию, был предан несколькими своими сторонниками и был убит в бою. Генрих Тюдор по праву завоевания был провозглашён королём Генрихом VII.

## Супруга короля
Как старшая дочь Эдуарда IV, не имевшая каких-либо выживших братьев, Елизавета Йоркская вполне могла претендовать на трон в своём собственном праве, но она так и не стала правящей королевой. Генрих VII признал необходимость жениться на Елизавете, чтобы обеспечить стабильность своего правления и ослабить требования других членов дома Йорков, но он правил в собственном праве, получив трон по праву завоевания, а не брака с наследницей дома Йорков. Никаких намерений делиться властью у него не было, и потому он короновался до заключения брака, 30 октября 1485 года.

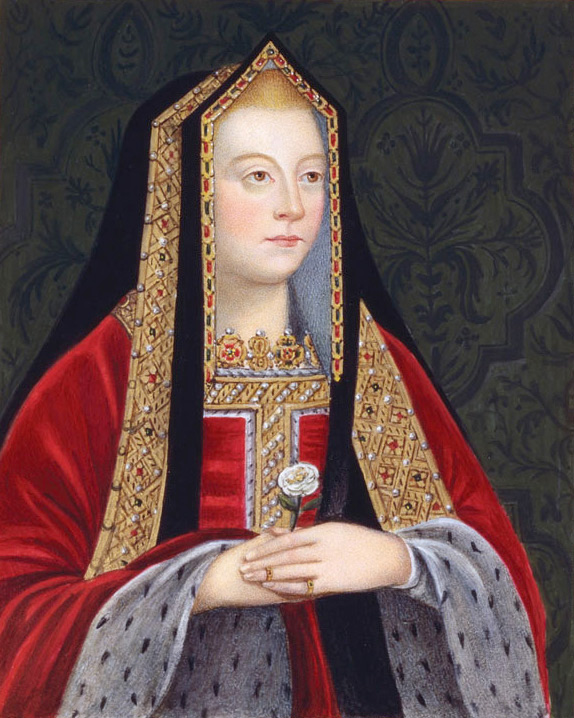

Генрих отменил Titulus Regius, таким образом узаконив потомство Эдуарда IV, в числе которых была и Елизавета. Её матери, Елизавете Вудвилл, были дарованы титул и почести вдовствующей королевы. После получения папского разрешения на брак, кардинал Буршье, архиепископ Кентерберийский, 18 января 1486 года заключил брак между Генрихом VII и Елизаветой в Вестминстерском аббатстве. Их первый сын, Артур, родился 20 сентября 1486 года. Елизавета была коронована лишь 25 ноября 1487 года. После коронации Елизавета дала жизнь ещё шестерым детям.
Несмотря на то, что брак первоначально заключался по политическим соображениям, он оказался удачным и оба партнёра, казалось, полюбили друг друга. Елизавета Йоркская не имела большого политического влияния как королева из-за сильной в этом плане свекрови, леди Маргарет Бофорт, но Елизавета оказалась нежной, доброй и щедрой по отношению к своим близким, слугам и благотворителям. Во время отсутствия официальных собраний она жила спокойной жизнью вдали от политики с тремя своими детьми в Элтемском дворце. Елизавета любила музыку и танцы, а также игру в кости и разведение борзых.
14 ноября 1501 года 15-летний сын Елизаветы и Генриха, Артур, женился на Екатерине Арагонской, дочери Фердинанда II Арагонского и Изабеллы I Кастильской. Пара была отправлена в замок Ладлоу — традиционную резиденцию принца Уэльского. Артур умер в апреле 1502 года; известие о смерти сына вызвало у Генриха VII огромную скорбь, в равной степени из-за страха за династию и траура по сыну. Елизавета утешила его, сказав, что он был единственным ребёнком в семье его матери, но выжил, чтобы стать королём, что Бог оставил его с сыном и двумя дочерьми, и что оба они достаточно молоды, чтобы иметь ещё детей.
В 1502 году Елизавета забеременела в седьмой раз и в начале 1503 года в ожидании родов перебралась в Тауэр. 2 февраля она родила дочь Екатерину, но ребёнок умер через несколько дней после этого. 11 февраля, в день своего тридцатисемилетия, Елизавета Йоркская скончалась от инфекции, полученной при родах. Её муж и дети глубоко скорбели о смерти королевы. Генрих отдалился от двора и позволял находиться рядом с собой только матери, Маргарет Бофорт. Поведение Генриха, ранее никак не показывавшего своих эмоции и не имевшего никаких признаков недомогания, было очень необычным и тревожным для членов его двора.

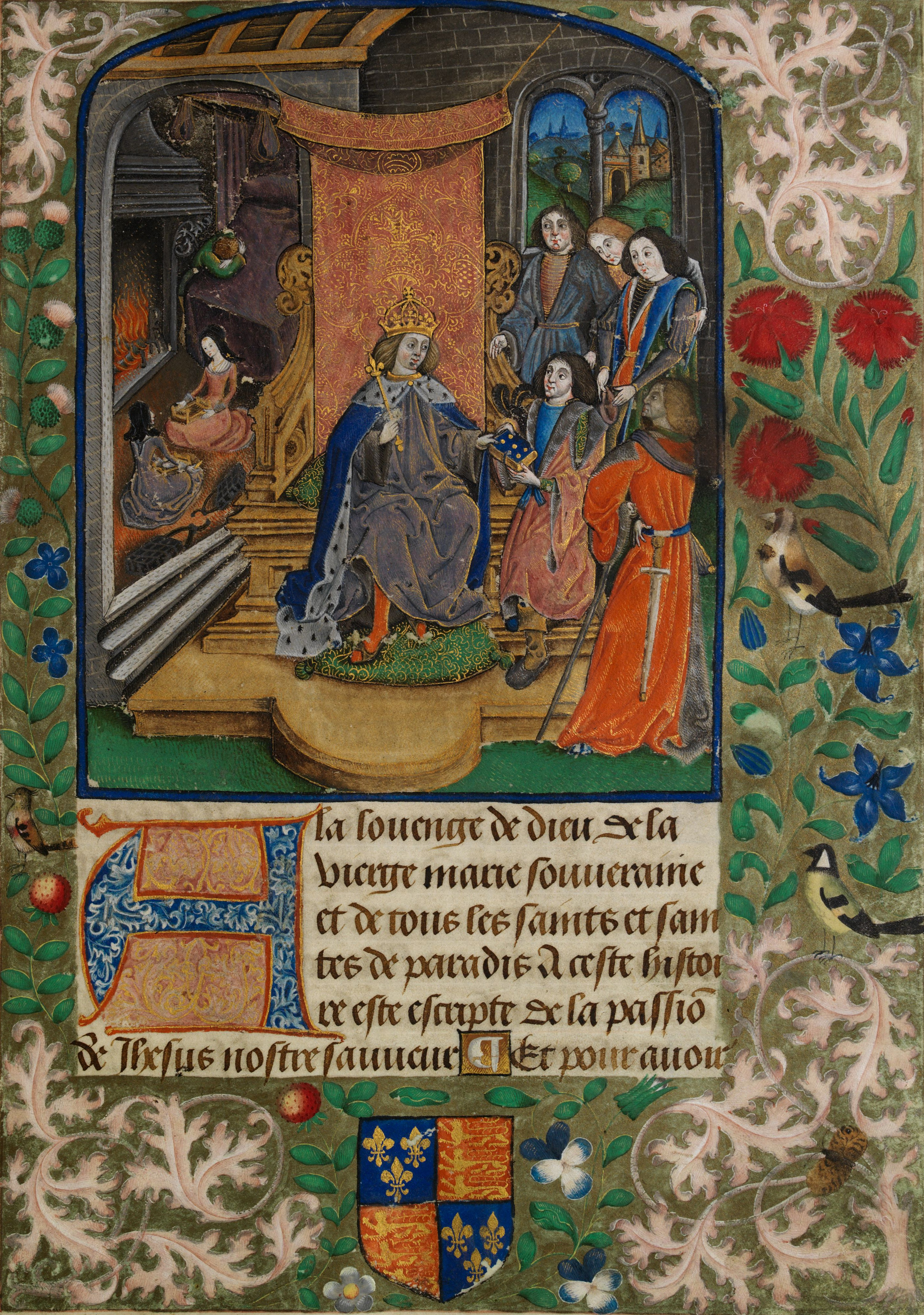
Скорбящий Генрих VII и его дети после смерти Елизаветы Йоркской. Иллюминированная рукопись.

Некоторое время спустя Генрих стал рассматривать варианты повторного брака. Чтобы возобновить союз с Испанией, на роль новой жены Генриха рассматривались Джованна, вдовствующая королева Неаполя, (племянница Фердинанда II Арагонского); Хуана, королева Кастилии (дочь Фердинанда и Изабеллы); и Маргарита, вдовствующая герцогиня Савойская (золовка Хуаны Кастильской). Брачным планам не суждено было сбыться: Генрих умер, будучи вдовцом, в 1509 году.
Генрих VII, горевавший несколько лет после смерти жены, как считалось, умер от разбитого сердца. Каждый год 11 февраля он приказал читать заупокойную мессу, звонить в колокола и зажигать сотню свечей в честь Елизаветы Йоркской. Лондонский Тауэр был заброшен, как королевская резиденция, о чём свидетельствует отсутствие упоминаний о его использовании королевской семьёй или Генрихом Тюдором после 1503 года. Все последующие роды в царствование сына Елизаветы, Генриха VIII, проходили во дворцах. Смерть жены повлекла за собой необратимые изменения в Генрихе: и без того имевший репутацию скупого параноика, король стал ещё более скуп и подозрителен. Генрих был похоронен рядом с женой в Вестминстерском аббатстве. Гробница Елизаветы открывалась в XIX веке. Деревянная обшивка со свинцового корпуса её гроба была, к тому времени, удалена, чтобы создать пространство для погребения её праправнука короля Якова.

## Потомство

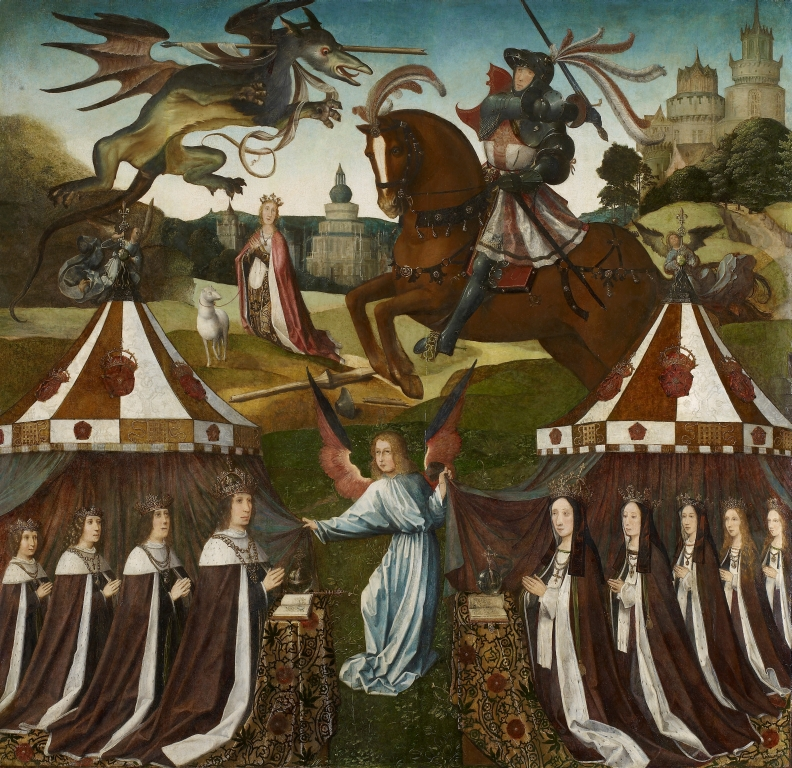
Генрих VII и его семья. Неизвестный автор, 1505/1509.
Слева начиная от алтаря: Генрих VII, Артур, Генрих и Эдмунд; справа начиная от алтаря: Елизавета Йоркская, Маргарита, Елизавета, Мария и Екатерина

В браке с королём Елизавета родила семерых детей, четверо из которых пережили младенчество и детские годы. Старший сын, Артур, скончался бездетным в юности, остальные трое достигли зрелости. Принц Генрих после смерти отца стал королём Англии. Его дети, а также некоторые из потомков двух его сестёр, Марии и Маргариты, впоследствии также взошли на трон Англии.
- Артур (20 сентября 1486 — 2 апреля 1502) — герцог Корнуолльский[80], граф Честер и принц Уэльский[81]. 14 ноября 1501 года Артур женился на испанской инфанте Екатерине Арагонской[82], дочери католических королей Фердинанда II Арагонского и Изабеллы I Кастильской. Брак оставался бездетным; кроме того, неясно был ли он довершён должным образом[k 19][83]. 27 марта 1502 года Артур тяжело заболел и через неделю скончался, предположительно от потницы[k 20][85].
- Маргарита (28 ноября 1489 — 18 октября 1541) — 8 августа 1503 года вышла замуж за короля Шотландии Якова IV. В браке с королём Маргарита родила четверых сыновей, однако младенчество пережил только один — будущий король Яков V. Яков IV скончался 9 сентября 1513 года; Маргарита стала регентом при малолетнем сыне, однако её английское происхождение и тайный брак с Арчибальдом Дугласом, заключённый 6 августа 1514 года, восстановил против королевы большинство шотландских дворян. В мае 1515 года она была лишена регентства и временно бежала из страны. От брака с Дугласом у Маргариты родилась дочь, также Маргарита, воспитывавшаяся при английском дворе. Сын Маргариты Дуглас, Генри Стюарт позднее стал вторым мужем королевы Марии, которая также была внучкой Маргариты Тюдор; оба они на основе родства с Маргаритой претендовала на английский трон[86], а их сын Яков I стал королём Англии после смерти Елизаветы I. Маргарита развелась с Дугласом в 1527 году и год спустя вступила в новый брак — с Генри Стюартом, дальним родственником шотландских королей, в браке с которым у неё предположительно родилась дочь Доротея. Маргарита планировала развестись с третьим мужем, однако Яков V не дал разрешения на это[87]. 14 октября 1541 года Маргариту парализовало и четыре дня спустя умерла[88].
- Генрих (28 июня 1491 — 28 января 1547) — принц Уэльский, затем король Англии. 11 июня 1509 года Генрих, уже ставший королём, женился на вдове брата Артура Екатерине Арагонской, которая поклялась, что не вступала в интимные отношения с первым мужем[89]. За годы брака Екатерина перенесла по меньшей мере шесть беременностей, большинство из которых закончились выкидышами, появлением на свет мертворождённых детей и младенцев, умиравших вскоре после рождения; единственным ребёнком Генриха и Екатерины, достигшим зрелого возраста, стала Мария, которой отец даже даровал титул принцессы Уэльской, таким образом, назвав её своей наследницей. В 1519 году любовница Генриха Бесси Блаунт родила сына, которого нарекли в честь отца Генрихом и долгое время считали потенциальным наследником престола[90]. Также, в период брака с Екатериной Арагонской Генрих имел связь с Мэри Болейн, дети от первого брака которой, как считали многие современники, являлись бастардами короля[91]. В 1525 году Генрих, поняв, что Екатерина не сможет родить ему сына, решил развестись с ней, однако сам развод, сопровождавшийся большим скандалом и переходом страны из католичества в англиканство, завершился только 23 мая 1534 года. Дочь Екатерины и Генриха также была лишена титула и признана бастардом. К этому времени король уже был тайно обвенчан со своей беременной любовницей Анной Болейн, сестрой Мэри Болейн, которая 28 мая была признана законной женой Генриха VIII. За три года брака Анна была трижды беременна, однако только одна беременность закончилась рождением ребёнка — дочери Елизаветы, которая с марта 1534 года являлась наследницей престола[92]. В 1536 году у Анны случился второй выкидыш, после которого король Генрих заявил, что его принудили к браку посредством колдовства. 15 мая 1536 года Анна была признана виновной в неверности, инцесте и государственной измене; днём ранее брак Генриха с Анной был признан незаконным, а их дочь объявлена бастардом. Анна была обезглавлена 19 мая 1536 года. 30 мая 1536 года Генрих взял в жёны Джейн Сеймур, с которой состоял в любовной связи уже несколько месяцев. Весной 1537 года Джейн, которой ранее удалось вернуть ко двору дочерей Генриха, объявила о беременности; 12 октября 1537 года она родила долгожданного наследника трона Эдуарда, а уже через двенадцать дней Джейн умерла от родильной горячки. По признанию самого Генриха VIII Джейн Сеймур была его самой любимой женой[93], однако почти сразу после её смерти король озаботился поисками новой супруги. 4 сентября 1539 года заочно был подписан брачный договор между Генрихом VIII и немецкой протестанткой Анной Клевской, однако по прибытии принцессы в Англию, Генрих посчитал её некрасивой и неподходящей ему невестой. Тем не менее, 6 января 1540 года состоялась королевская свадьба, однако брак не был консуммирован. Причиной этого при аннулировании брака Генрих назвал предыдущую помолвку Анны с герцогом Лотарингским. 9 июля 1540 года с согласия Анны брак был признан недействительным. Через несколько дней Генрих VIII женился на Екатерине Говард, кузине его второй жены Анны Болейн. Бездетный брак с Екатериной продлился около двух лет; 13 февраля Екатерина, признанная виновной в измене, была обезглавлена на Тауэрском холме. 12 июля 1543 года Генрих женился на дважды овдовевшей Екатерине Парр, которая пережила Генриха на год. Генрих VIII, в последние годы имевший серьёзные проблемы со здоровьем, умер 28 января 1547 года. Все трое законных детей Генриха побывали на троне Англии.
- Елизавета (2 июля 1492 — 14 ноября 1495) — вскоре после рождения принцессы рассматривалась её помолвка с дофином Франции Франциском, однако в трёхлетнем возрасте принцесса умерла предположительно от атрофии.
- Мария (18 марта 1496 — 25 июня 1533) — 9 октября 1514 года по настоянию брата Генриха VIII Мария вышла замуж за короля Франции Людовика XII, который надеялся, что Мария родит ему сына. Людовик умер 1 января 1515 года[k 21]. 3 марта 1515 года без согласия брата-короля Мария вышла замуж за его друга Чарльза Брэндона, что являлось государственной изменой[95]; однако король простил молодожёнов, наказав их только денежным штрафом. 13 мая 1515 года состоялась повторная брачная церемония[96]. В браке с Чарльзом Мария родила двоих сыновей и двоих дочерей, однако только дочери Фрэнсис и Элеонора достигли зрелого возраста. Потомство обеих дочерей Марии было включено в линию престолонаследия Англии, однако на троне удалось побывать только дочери Фрэнсис — Джейн Грей, вошедшей в историю как «королева на девять дней». Последние несколько лет жизни Мария, которая была близка с первой женой Генриха VIII Екатериной Арагонской, часто болела, что явилось отличным предлогом отсутствия при дворе, где всем заправляла ненавистная ей Анна Болейн. Мария умерла 25 июня 1533 года вскоре после свадьбы её старшей дочери; при дворе считали, что коронация Болейн разбила ей сердце[97].
- Эдмунд (21 февраля 1499 — 19 июня 1500) — герцог Сомерсет. Умер в полтора года по неизвестной причине.
- Екатерина (2 — 10 февраля 1503)

На выбор имён для детей оказали влияние прежде всего родственные связи Ланкастеров и Бофортов, а также валлийские и британские предки Генриха VII. Старший сын был назван в честь бриттского короля-героя Артура, второй сын получил своё имя в честь Генриха VI, а третий — в честь деда, Эдмунда Тюдора. Примечательно то, что мальчикам не давали имён, традиционных для династии Йорков — Ричард, Эдуард или Джордж. Старшие дочери Маргарита и Елизавета были названы в честь бабушек — Маргариты Бофорт и Елизаветы Вудвилл.

## Герб, генеалогия

### Герб

Герб Елизаветы Йоркской в браке основан на гербе её мужа короля Генриха VII, объединённого с гербом её отца Эдуарда IV. Щит разделён надвое: справа — английский королевский герб Тюдоров (начетверо; в 1-й и 4-й частях в лазоревом поле три золотых лилии (французский королевский герб), во 2-й и 3-й частях в червлёном поле три золотых вооружённых лазурью леопарда (идущих льва настороже), один над другим (Англия)]); слева — английский королевский герб Йорков (начетверо; в первой части королевский герб Англии: в 1-й и 4-й частях в лазоревом поле три золотых лилии, во 2-й и 3-й частях в червлёном поле три золотых вооружённых лазурью леопарда (идущих льва настороже), один над другим; во второй и третьей частях — в золотом поле прямой червлёный крест [де Бурги]; в четвёртой части — в лазорево-золотом поле серебряный щиток; в верхней части щита по углам зеркальное скошенное деление на золото и лазурь, в центральной части — между лазоревыми столпами золотой столп [Мортимеры]).

## В культуре

### Кино, театр и телевидение
Кино
- Ричард III (1995, роль исполнила Кейт Стивенсон-Пейн)
- Белая принцесса (2017, роль исполнила Джоди Комер)

Театр
- Елизавета Йоркская часто обсуждается в шекспировской пьесе Ричард III, однако никогда не появляется на сцене.

Телевидение
- Война роз[англ.] (1965, роль исполнила Кэтрин Баркер)
- Тени Тауэра (1972, роль исполнила Норма Уэст)
- Генрих VIII: Разум тирана (2009, роль исполнила Кэролайн Шин)
- Белая королева (2013, роль исполнила Фрея Мейвор)
- Белая принцесса (2017, роль исполнила Джоди Комер)
- Испанская принцесса (2019, роль исполнила Александра Моэн)

## Комментарии
1. ↑  В парламентском акте, Titulus Regius (1 Ric. III), лорд-протектор герцог Глостерский заявил, что дети его старшего брата вместе с Елизаветой Вудвилл незаконны на том основании, что его брат был обручён с вдовой леди Элеанор Батлер, что в те времена считалось юридически обязывающим договором, и вследствие чего любые другие брачные договоры становились недействительными. Бургундский хронист Филипп де Коммин говорил, что Роберт Стиллингтон, епископ Бата и Уэльса, утверждал, что провел церемонию обручения между Эдуардом IV и леди Элеанор[60].
2. ↑  Претензии Генриха Тюдора на престол были слабы из-за декларации Генриха IV, запрещавшей вступление на престол любых наследников узаконенного потомства его отца, Джона Гонта, от его третьей жены Кэтрин Суинфорд. Оригинальный акт легитимации детей Джона Гонта и Кэтрин Суинфорд, принятый парламентом и буллой папы, на самом деле узаконили их полностью, что сделало легитимность декларации Генриха IV сомнительной.
3. ↑  Единственный ребёнок Ричарда и Анны, Эдуард Миддлгемский, внезапно умер в апреле 1484 года в Миддлгеме.

1. ↑  Также известна как Елизавета Плантагенет[5].
2. ↑  Брак короля с ранее овдовевшей Елизаветой Вудвилл состоялся тайно, и до объявления при дворе знали о нём только мать Елизаветы Жакетта Люксембургская и две служанки[10][11].
3. ↑  По состоянию на 2013 год — 62 550 фунтов[12].
4. ↑  По традиции королевские отпрыски воспитывались вдали от Лондона и двора ради их безопасности и здоровья[13].
5. ↑  Маргарет была женой сэра Джона Буршье, правнука короля Эдуарда III и близкого друга семьи королевы Елизаветы[15].
6. ↑  По состоянию на 2013 год — 50 тысяч фунтов[16].
7. ↑  По состоянию на 2013 год — 200 200 фунтов[18].
8. ↑  Если бы вместо Елизаветы родился мальчик, то он бы носил с рождения титул герцога Корнуолльского и впоследствии получил собственное герцогство[19].
9. ↑  Король Эдуард IV настаивал на том, чтобы в домах его детей не было «скандалистов, хулиганов, опасных людей или прелюбодеев», и весь разговор в их присутствии должен был быть «добродетельным, честным… и мудрым»[22].
10. ↑  Известно, что принцессе и её сестре Сесилии принадлежала 45-страничная книга на французском языке Testament de Amyra Sultan Nichhemedy Empereur des Turcs, рассказывающая о похоронах турецкого султана Баязида I[32].
11. ↑  В 1498 году, когда Екатерина Арагонская готовилась к переезду в Англию, Елизавета рекомендовала ей выучить французский язык, поскольку «дамы [в Англии] не понимают латынь и ещё меньше испанский»[32].
12. ↑  Мать Елизаветы Вудвилл Жакетта Люксембургская выросла во времена бургундского ренессанса и была весьма образованной женщиной[32] и настояла на том, что её дети должны быть также образованы.
13. ↑  Восшествие на престол императрицы Матильды привело к гражданской войне[38].
14. ↑  Здание святилища располагалось в северо-западном углу аббатства, в конце кладбища святой Маргариты, где сейчас стоит Вестминстерская ратуша. Здание было построено в одиннадцатом веке Эдуардом Исповедником и имело толстые каменные стены, достаточно прочные, чтобы выдержать осаду; они были снесены с трудом в 1750 году, поскольку к этому времени практика святилищ давно уже не использовалась. Одна толстая дубовая дверь вела в крестообразный интерьер, состоящий из двух часовен — одна над другой. Законопослушные граждане использовали верхний уровень, преступники — нижний. В Вестминстере право на святилище распространялось также на прилегающий к нему близлежащий и церковный дворы[43].
15. ↑  Согласно «Кройлендской хронике», мальчик родился 1 ноября — в день Всех Святых[47].
16. ↑  В случае преждевременной кончины Елизаветы невестой дофина становилась её сестра Мария[54], однако в 1481 году та была обручена с королём Дании, что означало, что запасная невеста Франции больше не нужна[55].
17. ↑  Претензии Генри Тюдора на престол были слабы из-за декларации Генриха IV, запрещавшей вступление на престол любых наследников узаконенного потомства его отца, Джона Гонта, от его третьей жены Кэтрин Суинфорд. Оригинальный акт легитимации детей Гонта и Суинфорд, принятый парламентом и буллой папы, на самом деле узаконили их полностью, что сделало легитимность самой декларации Генриха IV сомнительной.
18. ↑  Елизавета, Эдмунд и Екатерина скончались в младенчестве, однако на картине изображены в подростковом возрасте.
19. ↑  Много лет спустя обстоятельства этого брака послужили одной из причин для расторжения брака между Екатериной и Генрихом[83].
20. ↑  Среди других возможных причин его смерти также указываются диабет, хантавирусная инфекция, пневмония и туберкулёз[84].
21. ↑  По общему мнению, французский король скончался из-за «излишних стараний в спальне»[94].
22. ↑  Герб перешёл к Йоркам от Элизабет де Бург — прапрабабки Эдуарда VI по отцу.